# Жарошице
Жарошице (на чешки: Žarošice) е село в югоизточна Чехия, част от окръг Ходонин на Южноморавския край. Населението му е около 1 100 души (2012).
Разположено е на 212 метра надморска височина в подножието на Западните Карпати, на 30 километра югоизточно от Бърно и на 25 километра северозападно от границата със Словакия. Селището се споменава за пръв път през 1322 година.